# 젤림한 얀다르비예프
젤림한 아브둘무슬리모비치 얀다르비예프(러시아어: Зелимха́н Абдулмусли́мович Яндарби́ев, 체첸어: Йандарбин Ӏабдул-Муслиман воӀ Зелимха 얀다르빈 압둘무슬리만 보 젤림하, 1952년 9월 12일 ~ 2004년 2월 13일)는 체첸의 분리주의 운동의 지도자로, 이치케리야 체첸 공화국의 제2대 대통령이다.
1952년 카자흐스탄 출생으로 1981년에 체첸 국립대학교를 졸업했다. 1991년 소련이 붕괴되고 조하르 두다예프가 체첸 독립을 선포하자 부통령으로 임명되었다.
1996년 두다예프 대통령이 러시아군과의 전투 중 미사일에 맞아 전사하자 9개월 간 임시 대통령직을 맡은 후 아슬란 마스하도프 대통령에게 권한을 넘겼다.
1999년 러시아와의 2차 체첸 내전이 일어나자 2001년 카타르로 도피했고 2002년 모스크바 극장 인질극 사건의 배후로 지목되었고 미국 정부도 얀다르비예프가 알카에다와 연계되어 있다고 비판했다.
2004년 2월 13일 카타르 도하에서 러시아 총정보국 소속 요원에게 암살당했다.